# Jo Joyner
Joanne Mary Amanda Joyner (Toronto, 24 maggio 1977) è un'attrice, modella e doppiatrice canadese.

## Biografia
Grazie alla partecipazione alla soap opera EastEnders diventa famosa. In seguito partecipa a varie sfilate di moda e prende parte ad un episodio del serial I misteri di Murdoch. Dal 2018 è la protagonista assieme a Mark Benton della serie Shakespeare & Hathaway.

## Filmografia parziale

### Cinema
- Raw, regia di Mark Babych (2001)
- Fresh From the Coast, regia di Polly Thomas (2001)
- It's Your Movie, regia di Jim Poyser (2002)
- The Life Class, regia di Rachel Horan (2002)
- Good Thing, regia di Rachel Horan (2002)
- Traffic and Weather, regia di Nick Moss (2003)
- The Process, regia di Polly Thomas (2015)
- Blake in Lambeth, regia di Jeremy Mortimer (2016)
- Queen Bee, regia di Jane Fallon (2020)

### Televisione
- Heartbeat - serie TV, episodio 10x23 (2001)
- Night Flight - film TV (2002)
- Clocking Off - serie TV, episodio 3x07 (2002)
- Ed Stone is Dead - serie TV, 13 episodi (2002-2003)
- Serious and Organised - serie TV, episodio 1x01 (2003)
- Spooks - serie TV, episodio 2x05 (2003)
- Testimoni silenziosi (Silent Witness) - serie TV, episodi 7x01-7x02 (2003)
- Family - miniserie TV (2003)
- Nord e Sud (North & South) - miniserie TV (2004)
- Green Wing - serie TV, 18 episodi (2004-2006)
- No Angels - serie TV, 26 episodi (2004-2006)
- Doctor Who - serie TV - episodi 1x12-1x13 (2005)
- Swinging - serie TV, 7 episodi (2005)
- EastEnders - serie TV, 679 episodi (2006-2018)
- Singles Files - serie TV, 5 episodi (2007-2008)
- I misteri di Murdoch (Murdoch Mysteries) - serie TV, episodi 8x01-8x02 (2014)
- Ordinary Lies - serie TV, 6 episodi (2015)
- The Interceptor - serie TV, 8 episodi (2015)
- Marley's Ghosts - serie TV, 9 episodi (2015-2016)
- The Confessions of Dorian Gray - serie TV, 4 episodi (2016)
- Mount Pleasant - serie TV, 10 episodi (2016-2017)
- Be Lucky - miniserie TV (2017)
- Porters - serie TV, 3 episodi (2017)
- Ackley Bridge - serie TV, 30 episodi (2017-2021)
- Shakespeare & Hathaway - serie TV, 40 episodi (2018-in corso)
- Stay Close - miniserie TV, 8 episodi (2021)

## Doppiatrici italiane
Nelle versioni in italiano dei suoi lavori, Jo Joyner è stata doppiata da:
- Barbara De Bortoli in Shakespeare & Hathaway, Stay Close
- Francesca Manicone in Nord e Sud